# Murony
Murony ist eine ungarische Gemeinde im Kreis Békés im Komitat Békés.

## Geografische Lage
Murony liegt sieben Kilometer westlich der Stadt Békés. Nachbargemeinden sind Kamut, Mezőberény und Mezőmegyer, welches ein Ortsteil der Stadt Békéscsaba ist.

## Geschichte
Schriftliche Aufzeichnungen erwähnen die Siedlung im 13. Jahrhundert als Murul oder Mwryul. 1663 wurde sie in Chroniken Murunhely genannt. Später trug sie den Namen  Békésföldvár und gehörte zur Stadt Békés. Seit 1950 trägt der Ort seinen heutigen Namen Murony und hat eine eigene Verwaltung. Der Ort hatte zu jener Zeit 1958 Einwohner.
Die Bevölkerung lebt seit Jahrhunderten hauptsächlich von der Landwirtschaft. Nach dem Zweiten Weltkrieg wurden landwirtschaftliche Produktionsgenossenschaften gegründet. Das höchste charakteristische Gebäude am westlichen Ortsrand ist der in den 1960er Jahren erbaute Turm einer Saatgutproduktionsfirma.
Die neue errichtete Kirche wurde 2002 eingeweiht und das renovierte medizinische Zentrum wurde 2005 eröffnet.

## Gemeindepartnerschaft
- Iža, Slowakei, seit 2015

## Sehenswürdigkeiten
- Jantyik-Kapelle (Jantyik kápolna), erbaut 1861
- Römisch-katholische Kirche Szent Anna, ursprünglich 1942 erbaut, im Laufe der Zeit durch Wasserschäden zerstört, abgerissen und neu errichtet

## Verkehr
Durch Murony verläuft die Landstraße Nr. 4644. Es bestehen Eisenbahnverbindungen in Richtung Szolnok und Lőkösháza. Der Personenverkehr auf der Strecke nach Békés wurde 2007 eingestellt.